# Älmtasjön (Ringamåla socken, Blekinge)
Älmtasjön är en sjö i Karlshamns kommun i Blekinge och ingår i Bräkneån-Mieåns kustområde. Sjön är 16,4 meter djup, har en yta på 0,65 kvadratkilometer och befinner sig 59,8 meter över havet. Sjön avvattnas av vattendraget Siggarpsån (Valbäcken). Vid provfiske har abborre, mört och sik fångats i sjön.

## Delavrinningsområde
Älmtasjön ingår i det delavrinningsområde (624311-144412) som SMHI kallar för Utloppet av Älmtasjön. Medelhöjden är 88 meter över havet och ytan är 9,77 kvadratkilometer. Det finns inga avrinningsområden uppströms utan avrinningsområdet är högsta punkten. Avrinningsområdets utflöde Siggarpsån (Valbäcken) mynnar i havet. Avrinningsområdet består mestadels av skog (84 %). Avrinningsområdet har 0,8 kvadratkilometer vattenytor vilket ger det en sjöprocent på 8,2 %.